# Solidarność
Solidarność (poljsko Niezależny Samorządny Związek Zawodowy "Solidarność", Neodvisni samoupravni sindikat "Solidarnost") je bil neodvisni poljski sindikat, ustanovljen leta 1980 v Gdansku in je prerasel v množično protisistemsko civilnodružbeno gibanje po vsej Poljski. Zaradi tega je bil z razglasitvijo izrednih razmer oz. vojnega stanja s strani oblasti pod vodstvom generala Jaruzelskega decembra 1981 prepovedan. Vodil ga je Lech Wałęsa, ki je leta 1990 postal predsednik Poljske.